# Metodo Boffo
Metodo Boffo è una locuzione utilizzata nel linguaggio politico e giornalistico per indicare una campagna di diffamazione a mezzo stampa che si basa su fatti reali uniti a falsità e illazioni, il cui scopo è screditare un avversario politico, ma, soprattutto, per creare un diversivo mediatico per spostare l'attenzione dell'opinione pubblica da temi altrimenti scomodi. L'espressione "metodo Boffo" è entrata nel gergo della politica italiana, diventando sinonimo di "macchina del fango", e venendo citata per presunti trattamenti simili subiti da altri personaggi politici italiani.

## Storia
Prende il nome dalla vicenda subita tra agosto e settembre 2009 dall'allora direttore di Avvenire Dino Boffo: dopo aver scritto alcuni editoriali contro il Presidente del Consiglio Silvio Berlusconi, Boffo fu accusato su il Giornale da Vittorio Feltri, che pubblicò una presunta informativa della polizia in cui Boffo era indicato come un "noto omosessuale", querelato da una signora di Terni che aveva ricevuto telefonate sconce e offensive e intimidazioni, perché lasciasse il marito che aveva una relazione con Boffo. Boffo definì una "patacca" la documentazione pubblicata sul Giornale (che fu smentita anche dal gip di Terni), ammettendo invece di aver pagato un'ammenda per il reato di molestia alle persone, per una vicenda causata però da altri e cioè, da un giovane che tuttavia, nel frattempo, era morto.
Il 3 settembre 2009 Boffo si dimise da direttore di Avvenire. Per le false accuse a Boffo, nel 2010 Feltri fu sospeso dall'albo dei giornalisti per sei mesi, poi ridotti a tre. Marco Tarquinio, successore di Boffo all'Avvenire, nel 2010 ha condannato il metodo Boffo, definendolo un "misfatto", un uso della stampa "per fare del male in modo consapevole e violento".

### I contenuti della campagna mediatica deIl Giornale
(Gabriele Villa, Il Giornale del 28 agosto 2009)
(Redazione de Il Giornale del 29 agosto 2009)
(Vittorio Feltri, Il Giornale del 31 agosto 2009)